# Karl Johan Baadsvik
Pour les articles homonymes, voir Baadsvik.
Karl Johan Baadsvik, né le 22 août 1910 à Hitra, en Norvège et mort le 5 octobre 1995 à Sumas, aux États-Unis, est un skieur canadien.

## Biographie
Né en Norvège, sa famille émigre au Canada, où il s'entraîne avec le Viking ski club à Montréal.
Il a participé aux compétitions de saut à ski, de ski de fond, de combiné nordique et de ski alpin aux Jeux olympiques d'hiver de 1936 à Garmisch-Partenkirchen, obtenant comme meilleur résultat une 35e place au concours de saut. 
Il remporte le titre de champion du Canada de combiné nordique en 1933,.